# Кантрі-Клаб-Гіллс (Міссурі)
Кантрі-Клаб-Гіллс (англ. Country Club Hills) — місто (англ. city) в США, в окрузі Сент-Луїс штату Міссурі. Населення — 1014 особи (2020).

## Географія
Кантрі-Клаб-Гіллс розташоване за координатами 38°43′15″ пн. ш. 90°16′29″ зх. д. / 38.72083° пн. ш. 90.27472° зх. д. (38.720782, -90.274841).  За даними Бюро перепису населення США в 2010 році місто мало площу 0,46 км², уся площа — суходіл.

## Демографія
Згідно з переписом 2010 року, у місті мешкали 1274 особи в 462 домогосподарствах у складі 343 родин. Густота населення становила 2758 осіб/км².  Було 534 помешкання (1156/км²).
Расовий склад населення:
| - 90,9 % — чорних або афроамериканців - 8,2 % — білих - 0,2 % — корінних американців |

До двох чи більше рас належало 0,7 %. Частка іспаномовних становила 0,2 % від усіх жителів.
За віковим діапазоном населення розподілялося таким чином: 30,5 % — особи молодші 18 років, 61,9 % — особи у віці 18—64 років, 7,6 % — особи у віці 65 років та старші. Медіана віку мешканця становила 31,4 року. На 100 осіб жіночої статі у місті припадало 79,4 чоловіків;  на 100 жінок у віці від 18 років та старших — 71,2 чоловіків також старших 18 років.
Середній дохід на одне домашнє господарство  становив 31 782 долари США (медіана — 23 850), а середній дохід на одну сім'ю — 28 146 доларів (медіана — 20 147). Медіана доходів становила 34 333 долари для чоловіків та 24 022 долари для жінок. За межею бідності перебувало 45,9 % осіб, у тому числі 70,6 % дітей у віці до 18 років та 6,8 % осіб у віці 65 років та старших.
Цивільне працевлаштоване населення становило 476 осіб. Основні галузі зайнятості: освіта, охорона здоров'я та соціальна допомога — 33,6 %, роздрібна торгівля — 22,9 %, транспорт — 15,5 %, науковці, спеціалісти, менеджери — 9,0 %.